# Waldgebiete zwischen Weitershain und Bersrod
Waldgebiete zwischen Weitershain und Bersrod este o arie protejată (arie specială de conservare — SAC, sit de importanță comunitară — SCI) din Germania întinsă pe o suprafață de 574,4 ha, integral pe uscat.

## Localizare
Centrul sitului Waldgebiete zwischen Weitershain und Bersrod este situat la coordonatele 50°39′00″N 8°56′19″E / 50.65°N 8.9386°E.

## Înființare
Situl Waldgebiete zwischen Weitershain und Bersrod a fost declarat sit de importanță comunitară în noiembrie 2004 pentru a proteja 6 specii de animale. Situl a fost protejat și ca arie specială de conservare în martie 2008.

## Biodiversitate
Situată în ecoregiunea continentală, aria protejată conține 6 habitate naturale: Lacuri eutrofice naturale cu vegetație de tip Magnopotamion sau Hydrocharition, Liziere de ierburi înalte hidrofile de câmpie și de nivel montan până la alpin, Fânețe de joasă altitudine (Alopecurus pratensis, Sanguisorba officinalis), Păduri de fag Luzulo-Fagetum, Păduri de fag Asperulo-Fagetum, Păduri aluvionare cu Alnus glutinosa și Fraxinus excelsior (Alno-Padion, Alnion incanae, Salicion albae).
La baza desemnării sitului se află mai multe specii protejate de  păsări (6): barză neagră (Ciconia nigra), ciocănitoarea de stejar (Dendrocopos medius), ciocănitoare neagră (Dryocopus martius), gaia neagră (Milvus migrans), gaia roșie (Milvus milvus), ciocănitoare verzuie (Picus canus).